# Fermoselle (kommunhuvudort)
Fermoselle är en kommunhuvudort i Spanien.   Den ligger i provinsen Provincia de Zamora och regionen Kastilien och Leon, i den nordvästra delen av landet, 250 km väster om huvudstaden Madrid. Fermoselle ligger 701 meter över havet och antalet invånare är 1 538.
Terrängen runt Fermoselle är huvudsakligen kuperad, men österut är den platt. Terrängen runt Fermoselle sluttar västerut. Runt Fermoselle är det mycket glesbefolkat, med 6 invånare per kvadratkilometer. Fermoselle är det största samhället i trakten. 